# HD 34317
HD 34317，又名BD+01 957，SAO 112588、HR 1724，是一颗恒星，视星等为6.42，位于銀經199.81，銀緯-19.99，其B1900.0坐标为赤經5h 11m 29.4s，赤緯+1° -19.99′ 12″。